# Tawananna
Tawananna era el títol que portaven les reines de l'Imperi hitita.
Era una de les posicions més poderoses i influents, un lloc ocupat sempre per un personatge femení de la família reial. La primera que es coneix amb aquest nom era la tia d'Hattusilis I. Posteriorment el títol es podia haver donat a la germana o a la filla del rei, però una mica més tard, la Tawananna era sempre l'esposa del rei, i mantenia els seus privilegis i el seu poder durant la resta de la seva vida, fins i tot si el marit havia mort.
Sembla probable que des dels seus inicis, el títol de Tawananna comportava obligacions religioses. Ella figurava sempre en un lloc important a totes les cerimònies i els rituals religiosos hitites amb el càrrec de summa sacerdotessa. De vegades actuava amb el rei, però d'altres ella dirigia els rituals. Aquest paper li podria haver donat la gran influència que tenia dins del regne, que de vegades va utilitzar en interès propi. Tenia també molta influència dins de la casa reial, incrementada per les absències del marit en les campanyes bèl·liques. Algunes reines van tenir papers molt actius en les polítiques interiors i exteriors del regne, i en assumptes judicials. Pels textos que han sobreviscut, la nova Tawananna no prenia possessió del càrrec fins que l'antiga havia mort, encara que el seu marit fos ja rei.
El rei Subiluliuma I es va casar amb la filla del rei de Babilònia Burnaburiaix II que sembla que s'anomenava Mal-Nikal, però sempre va ser coneguda amb el nom de Tawananna com a nom propi. Amb el pas dels anys, aquesta esposa del rei hitita va tenir un paper cada vegada més important en els afers polítics del regne. El seu nom apareix en les signatures de tractats diplomàtics amb Ugarit i altres països. Cap al final de la vida de Subiluliuma la seva conducta dominant les seves extravagàncies i la introducció de costums estrangers a la cort no va agradar gaire al seu marit, i va preocupar també als seus fillastres, però ningú no va prendre cap mesura contra ella. Quan el rei va morir, va continuar manant a la casa reial (cosa que la llei li permetia mentre visqués) i va comportar-se de manera ultratjant contra el nou rei Arnuwandas II, però tampoc no es van prendre mesures, ja que era la reina amb tots els poders i privilegis. Finalment, després d'haver saquejat els tresors del palau per donar-los als seus favorits, i amb la seva situació de gran sacerdotessa que aprofitava per controlar els diners i les possessions del culte dins de l'estat, el successor d'Arnuwandas, el seu germà Mursilis II, quan va veure morir a la seva esposa Gassulawiya d'una estranya malaltia, i tothom va creure que la Tawananna l'havia enverinat, va decidir posar fi a la situació. Va consultar l'oracle que va determinar la culpabilitat de la madrastra i va ordenar que fos condemnada a mort. Mursilis no va gosar matar-la, la va processar, la va desposseir de tots els càrrecs i la va desterrar.